# Sociologia especial
Sociologia especial ou sociologias especiais constitui uma divisão tradicional no interior da sociologia, desde Émile Durkheim, para quem haveria uma sociologia geral, que estudaria os aspectos teóricos e metodológicas desta ciência, seus fundamentos e seria a parte responsável por uma teoria geral da sociedade; uma morfologia social, que se dedicaria ao estudo da questão demográfica e urbana, tendo por função maior criar uma gramática da análise social; e as sociologias especiais, que se dedicariam a questões sociais mais específicas (tal como a religião, a educação, a economia etc.), porém, utilizando-se, muitas vezes, das teorias e métodos da sociologia geral.

## Algumas sociologias especiais
- Sociologia política
- Sociologia da religião
- Sociologia econômica
- Sociologia da burocracia
- Sociologia da saúde
- Sociologia da cultura
- Sociologia do conhecimento
- Sociologia das histórias em quadrinhos
- Sociologia rural
- Sociologia urbana
- Sociologia da comunicação
- Sociologia da literatura
- Sociologia da arte
- Sociologia da deficiência e da reabilitação
- Sociologia do direito ou sociologia jurídica